# Batalla de Wanat
La Batalla de Wanat se produjo el 13 de julio de 2008, cuando cerca de 200 guerrilleros talibanes atacaron a las tropas de la OTAN cerca del pueblo de Wanat, en el distrito de Waygal, provincia de Nūristān, Afganistán oriental. La posición estaba defendida principalmente por soldados del 2.º Batallón del 503.º Regimiento de Infantería (Aerotransportada), 173.º Equipo de Combate de la Brigada Aerotransportada del Ejército de los Estados Unidos, en concreto del 2.º Pelotón de la Compañía C.
Los talibanes rodearon la remota base y su puesto de observación y atacaron desde el pueblo y los campos agrícolas circundantes. Destruyeron gran parte de las municiones pesadas estadounidense, se abrieron paso a través de las líneas estadounidenses, y entraron en la base principal antes de ser repelidos por artillería y aeronaves. Murieron nueve soldados estadounidenses, la cifra más alta en una única batalla desde la invasión estadounidense de 2001.

Distritos de la provincia de Nūristān.